# Грааповский мост
Грааповский мост — автодорожный железобетонный рамно-подвесной мост через Волковку во Фрунзенском районе Санкт-Петербурга. Расположен на продолжении набережной реки Волковки. Выше по течению находится Старообрядческий мост, ниже — Лесопильный мост.
Ближайшая станция метрополитена — «Обводный канал».

## Название
Название моста известно с 1910-х годов и связано с фамилией братьев Граап, владевших в начале XX века лесной биржей вблизи него.

## История
Деревянный мост был построен до 1909 года. В 1911 году мост был перестроен в деревянный балочный. В 1929 году деревянные прогоны заменили на металлические балки. Существующий железобетонный мост был построен в 1962—1963 годах по проекту инженера Ю. Л. Юркова и архитектора Л. А. Носкова.

## Конструкция
Мост однопролётный железобетонный, рамно-подвесной системы. Пролётное строение состоит из береговых треугольных рам, заделанных в устоях, и подвесных балок, которые опираются на поперечную балку, объединяющую концы рам. Рамы и подвесные балки состоят из сборных железобетонных элементов. Железобетонная плита проезжей части — в составе пролётного строения. Устои из монолитного железобетона на свайном основании. Для уменьшения пролёта моста устои сделаны сквозными и выдвинуты в сторону реки. Общая ширина моста составляет 20,4 м, длина моста — 27,8 м.
Мост предназначен для движения автотранспорта и пешеходов. Проезжая часть моста включает в себя 4 полосы для движения автотранспорта. Покрытие на проезжей части — асфальтобетонное, на тротуарах — песчаный асфальт. Тротуар отделён от проезжей части гранитным поребриком. Перильное ограждение металлическое, простого рисунка, завершающееся на устоях гранитными тумбами большого диаметра (80 см).